# Ватра Дорнеј
Ватра Дорнеј (рум. Vatra Dornei) град је у у крајње северном делу Румуније, у историјској покрајини Буковини. Ватра Дорнеј је пети по важности град у округу Сучава.
Ватра Дорнеј према последњем попису из 2002. имала 17.864 становника.

## Географија
Град Ватра Дорнеј налази се на крајњем северу Румуније. Град је смештен у историјској покрајини Буковини, око 185 km северозападно до Јашија.
Ватра Дорнеј је смештен у долини реке Дорне, на приближно 800 m надморске висине и по томе је град један од највиших у држави. Крајње источне планине из састава Карпата налазе се око града.

## Становништво
У односу на попис из 2002., број становника на попису из 2011. се смањио.
| 1966.  | 1977.  | 1992.  | 2002.  | 2011.  |
| ------ | ------ | ------ | ------ | ------ |
| 13.815 | 15.873 | 18.488 | 16.321 | 14.429 |

Румуни чине већину становништва Ватра Дорнеја, а од мањина присутни су Роми и Украјинци. Пре Другог светског рата Јевреји су чинили део градског становништва.

## Галерија
- Градска кућа
- Мост преко реке Дорне
- Некадашњи казино
- Железничка станица